# 国民協進会
国民協進会（こくみんきょうしんかい）は、中華民国初期の公開政党。范源濂、籍忠寅らを指導者とする立憲派系統の政党である。
民国成立直後の1912年（民国元年）2月18日に天津で結成され、まもなく北京に拠点を移した。構成員の大部分は、清末の立憲派団体である憲友会、辛亥倶楽部の出身者である。会長職は設けず、范源濂、籍忠寅ら18人を常務幹事として執行部を形成した。
政綱としては、共和政治の確立、統一主義の確定、社会的力量（原文「社会実力」）の発展の3点を掲げた。また、袁世凱を支持し、孫文（孫中山）とは敵対する傾向を有していた。
1912年5月、統一党、民社、国民党、民国公会と合併し、共和党となった。

## 注
1. ↑  宋教仁が組織した国民党とは別個の政党である。